# Melquíades Álvarez
Melquíades Álvarez González-Posada (Gijón, 17 de mayo de 1864-Madrid, 22 de agosto de 1936) fue un político y jurista español que llegó a desempeñar el cargo de presidente del Congreso de los Diputados durante la Restauración borbónica.
En sus inicios se adscribió al republicanismo de Nicolás Salmerón, para fundar en 1912 el Partido Reformista, en el que militaron miembros de la intelectualidad española del momento, como Benito Pérez Galdós, Manuel Azaña, José Ortega y Gasset y Manuel García Morente. 
El 22 de agosto de 1936 se encontraba confinado en la Cárcel Modelo tras el inicio de la Guerra Civil; tras ser tomada la cárcel por una turba de milicianos de izquierdas y haberse producido una liberación de presos comunes en una secuencia iniciada por un incendio en el recinto, fue asesinado en la noche del 22 al 23 al efectuarse una ejecución sumaria en el sótano de la prisión.

## Biografía
Hijo de un empleado del ayuntamiento de Mieres, Francisco Álvarez, que falleció en 1878. La familia quedó entonces en una situación difícil; su madre, Bárbara, decidió asentarse en Oviedo, donde abrió una casa de huéspedes. Melquiades, se volcó en ayudar a su familia, al finalizar el bachillerato en el Instituto Jovellanos, de Gijón. Estudió Derecho en la Universidad de Oviedo, donde se licenció en 1883. Tras un primer intento fallido, ganó la Cátedra de Derecho Romano en la Universidad de Oviedo en 1889. Amigo de Leopoldo Alas "Clarín", inició la carrera profesional de abogado en Oviedo. Entre 1894 y 1898 fue decano del colegio de abogados de esta ciudad. Después se trasladó a Madrid.
El 28 de marzo de 1900 contrajo matrimonio en Oviedo con Sara Quintana Bertrand (n. 19 de enero de 1880 - Madrid, 3 de junio de 1930). Tuvieron cinco hijos: Margarita (n. 9 de junio de 1902), Melquiades (n. 28 de diciembre de 1905 - 1968), Matilde (n. 5 de septiembre de 1907), Dinorah (n. 28 de febrero de 1908) y Carolina (n. 6 de febrero de 1913).
Su esposa falleció tras complicaciones posteriores a una trepanación que tuvieron que practicarle. Residían en una casa unifamiliar en la calle de Velázquez, 47 (Madrid). La casa familiar fue derribada en 1947 para construir el edificio que se puede ver actualmente.

### Trayectoria política

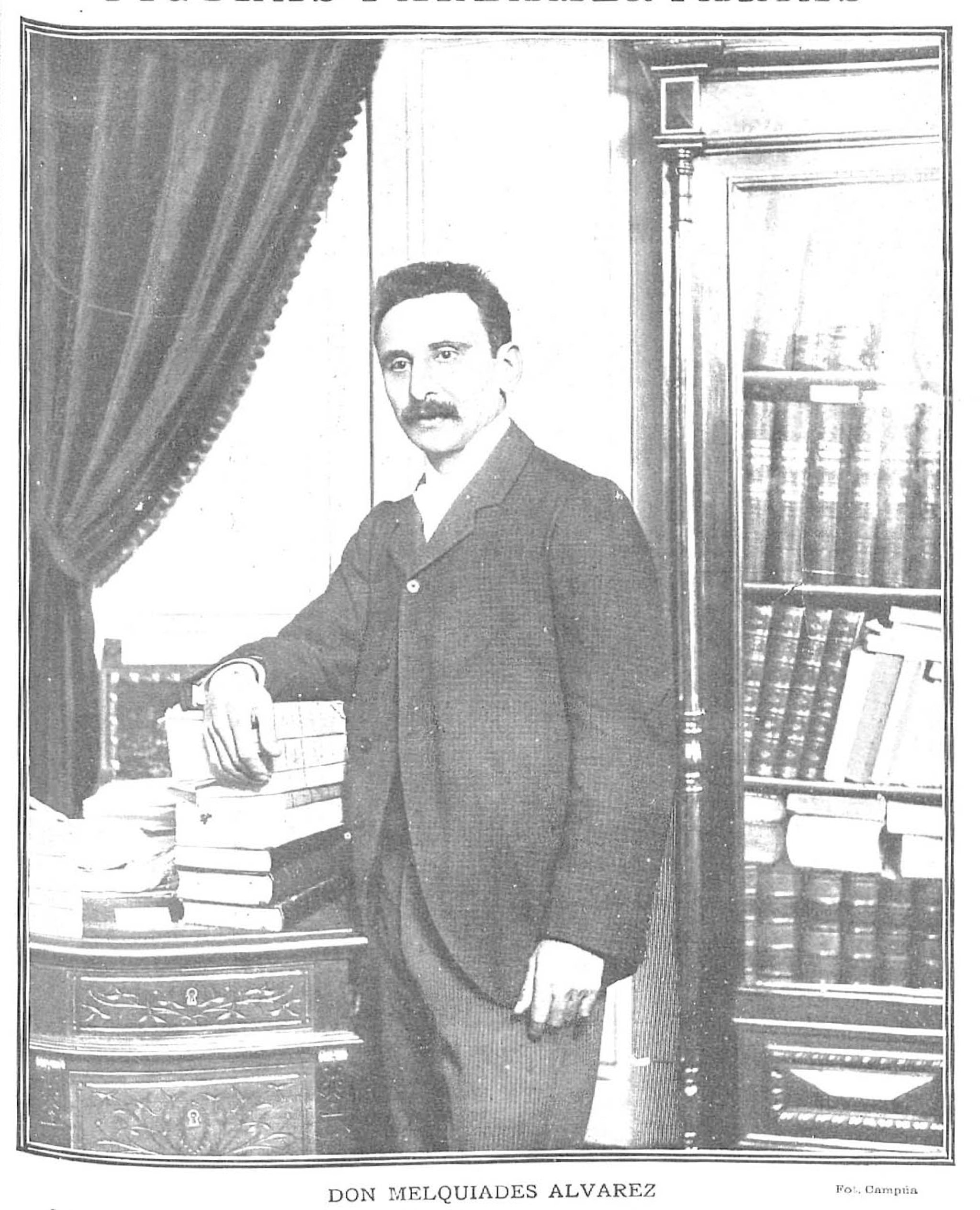
Melquíades Álvarez retratado por Campúa, en Nuevo Mundo (1903).

Excelente orador, le llamaban "El Tribuno" y el "Pico de Oro". En 1912 fundó el Partido Reformista, de inspiración republicana pero dispuesto a gobernar en una monarquía democrática, pues consideraba que, en democracia, la cuestión de la forma de gobierno —monarquía o república— era accidental. Fue vocal del Instituto de Reformas Sociales, establecido en 1903.

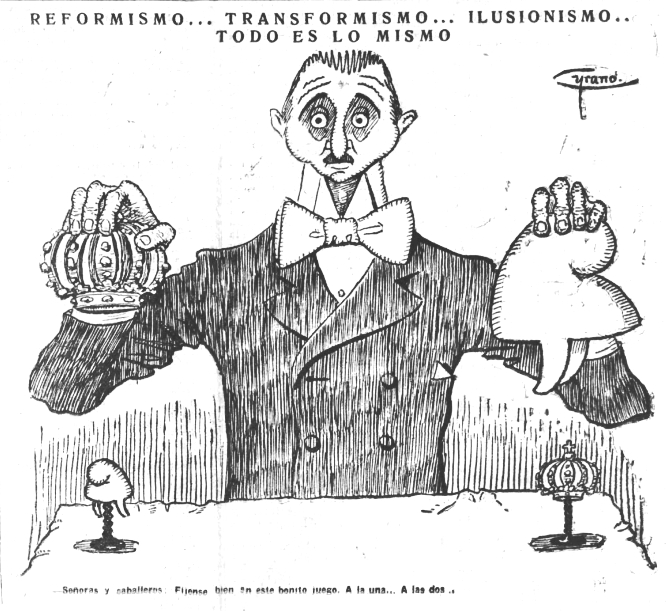
Reformismo... Transformismo... Ilusionismo.. Todo es lo mismo. «Señoras y caballeros: Fíjense bien en este bonito juego. A la una... A las dos...» Caricatura satírica de Cyrano (1917).

En 1917 participó en el movimiento auspiciado por republicanos y socialistas, cuyo fin era convocar Cortes Constituyentes. Fracasado el movimiento, Melquíades Álvarez fue moderando su discurso y se aproximó al Partido Liberal de la monarquía, lo que le permitió acceder en 1923 a la presidencia del Congreso de los Diputados. En este puesto, trató de convencer a Alfonso XIII para que retornara al parlamentarismo liberal, tras el golpe de Estado de Primo de Rivera. A lo largo de la dictadura de Primo participó en varias conspiraciones dirigidas a derribar al dictador. 
Durante la Segunda República, su partido, para entonces llamado Partido Republicano Liberal Demócrata, y ya muy minoritario, se encontró situado en el centro-derecha del espectro político. Elegido diputado por Madrid (por la Candidatura de Apoyo a la República, en los escaños de las minorías) y Valencia (en la Conjunción Republicano-Socialista, en los escaños de las mayorías) en las elecciones constituyentes de 1931 (celebrado un sorteo, se le adscribió a la circunscripción valenciana) y reelegido por Asturias en 1933 (en listas conjuntas con la CEDA). También fue decano del Colegio de Abogados de Madrid.
Intervino en el debate de la Constitución de 1931 para defender que ésta no fuera "el reflejo de un partido político -que siempre sería mezquino y deleznable-, sino, sencillamente, el reflejo de un criterio más amplio, mirando al porvenir y a la evolución total de la vida" recordando que ese tipo de Constituciones, como la Constitución de 1876, "han disfrutado de una vida precaria porque no reflejaban el criterio de la vida nacional, sino el criterio del partido vencedor". También llamó la atención sobre la necesidad de "prevenirse" contra las "dictaduras como el bolchevismo y el fascismo "que tienen una ideología particular muy semejante, porque absorben la nación al Estado, al Estado lo identifican con el Gobierno y el Gobierno lo vinculan en el poder político personal". Sobre el "problema, que se llama indebidamente religioso" advirtió que se veía influido "por dos fanatismos igualmente execrables, que habían condicionado toda la política española: los que llamaba yo el fanatismo de la derecha y el fanatismo de la izquierda; el fanatismo rojo y el fanatismo negro". En esta cuestión no se mostró partidario de la separación de la Iglesia y el Estado, sino del regalismo, porque "creo que el Estado debe intervenir y procurar llevar la dirección de la vida social". También se mostró partidario del Senado como representación de los "elementos corporativos" y contrario al reconocimiento del "principio de la socialización de la propiedad". Por último se refirió al "problema de la autonomía" en el que echó en falta "una afirmación categórica, expresiva, que no dejara lugar a dudas, sobre la unidad de la nación española... [cuya existencia] está acusada vigorosamente por su lengua, por su tradición, por su raza, por la magnificencia de su espíritu, de cuya grandeza ha quedado una estela luminosa en la Historia". Terminó su intervención haciendo un llamamiento para que se tomara como modelo la Constitución de la Tercera República Francesa que "vive hace cerca de setenta años" y así 

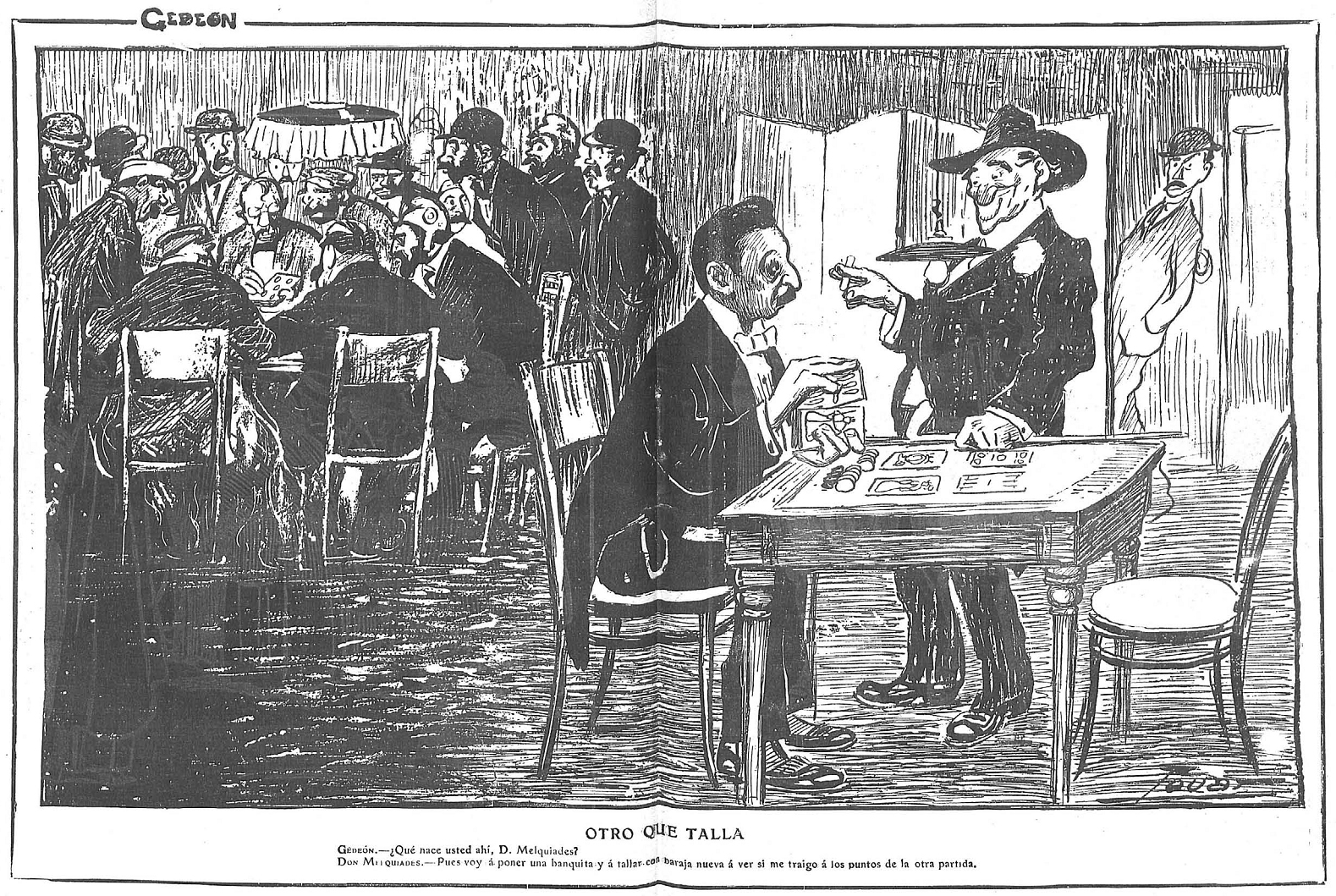
«Otro que talla», de Tovar, en Gedeón, marzo de 1912.

habríamos realizado una obra seria en beneficio de la República, que en este punto, identificada con España, es el triunfo de la libertad, de la democracia y del progreso

### Labor social
De entre las diversas gestiones y compromisos que Melquíades Álvarez desarrolló o puso en marcha a lo largo de su vida, puede destacarse la creación en Asturias de los ateneos y las bibliotecas populares, siguiendo el espíritu y ejemplo propuestos por pedagogos como Rafael Altamira, reformador universitario, institucionista alumno de Giner y secretario del Museo Pedagógico Nacional, para poner "la educación a disposición de los trabajadores".

### Asesinato
En agosto de 1936, un mes después del comienzo de la Guerra Civil, Melquíades Álvarez fue recluido, al igual que otros dirigentes políticos conservadores, en la Cárcel Modelo de Madrid y posteriormente, durante la llamada Matanza de la Cárcel Modelo de Madrid, sería asesinado por milicianos anarquistas que habían ocupado la prisión. Junto a Álvarez fueron también fusiladas otras personalidades como los exministros de la República José Martínez de Velasco, agrario, y Manuel Rico Avello.
Se ha dicho que Azaña, por entonces presidente de la República, habría llorado por la impresión que le causó el asesinato del que había sido su primer mentor político; en sus Diarios ha quedado muestra. Indalecio Prieto predijo la derrota republicana: "con esta brutalidad, hemos perdido la guerra."